# Nielsen & Winther Typ Aa
Nielsen & Winther Typ Aa var ett danskt flygplan som konstruerades som ett jakt- och övervakningsflygplan.
Flygplanet konstruerades och tillverkades vid verktygstillverkaren Nielsen & Winther A/S i Köpenhamn. Troligtvis fick man viss vägledning från A.B. Enoch Thulins Aeroplanfabrik.
Flygplanet var dubbeldäckat, med det undre vingparet infäst i flygplanskroppens undersida. Den övre vingen bars upp av en V-formad stötta från nedre vingen samt två V-formade stöttor från flygplanskroppen. Hela flygplanet var tillverkat i en träkonstruktion som kläddes med duk. Den öppna sittbrunnen var placerad strax bakom den övre vingen. Hjullandstället var fast med en sporrfjäder under stabilisatorn. Motorer var en roterande stjärnmotor från Thulins. Beväpningen bestod i en 8 mm Madsen maskingevär monterad ovanpå den övre vingen för att ge ett fritt skottfält förbi den tvåbladiga propellern. 1918 genomförde man prov med en synkroniserad kulspruta monterad på flygplanskroppens sida, men eftersom flygplanets motorer visade sig vara opålitliga drogs de sex flygplanen bort från aktiv tjänst i Danska armén 1919.
- Aa ensitsigt jaktflygplan: 6 flygplan tillverkades
- Ab tvåsitsigt spaningsflygplan: endast en prototyp tillverkades
- Ac ensitsigt jaktflygplan med flottörer: endast en prototyp tillverkades